# Concejo Municipal de Sucre
El Concejo Municipal de Sucre es el órgano legislativo del Municipio Sucre del Estado Miranda en Venezuela.

## Sede
La sede del Concejo Municipal se encuentra en la Avenida Venezuela en Petare, estado Miranda.

## Concejales
Los concejales son electos por elección universal, directa y secreta de los ciudadanos registrados en la jurisdicción electoral del Municipio Sucre. El método de elección es un sistema combinado: 60 % Mayoritario - Nominal y 40 % Representación Proporcional - Listas cerradas y bloqueadas por método de D'Hont.
El período de un concejal es de 4 años con derecho a reelección.

## Composición
La composición del Concejo consta de trece (13) concejales, de los cuales se elige un Presidente. Adicionalmente el concejo se organiza en comisiones de trabajo para las distintas áreas que defina la legislatura.

### Composición Histórica del Concejo
Período 1989 - 1992
| Concejales:               | Partido político / Alianza |
| ------------------------- | -------------------------- |
| Edecio La Riva Araujo     | COPEI                      |
| José Sánchez              | COPEI                      |
| Antonio Clemente Cedeño   | COPEI                      |
| Raoul Bermúdez            | COPEI                      |
| Hely Molina               | COPEI                      |
| Carmen Cleary de Pacanins | AD                         |
| Ana de Coello             | AD                         |
| José Antonio Plaza        | AD                         |
| David Gutiérrez Segovia   | AD                         |
| Tulio Amado Jiménez       | MAS                        |
| Hector Marcano Coello     | MAS                        |
| José Felix Báez           | MAS                        |
| Edilio González           | NGD                        |

Período 1992 - 1995
| Concejales:        | Partido político / Alianza |
| ------------------ | -------------------------- |
| Jorge Contreras    | COPEI                      |
| Dulce María Blanco | COPEI                      |
| Armin Rosales      | COPEI                      |
| José Graterol      | COPEI                      |
| Asuncion Romero    | COPEI                      |
| Eduardo Martínez   | COPEI                      |
| José Sánchez       | COPEI                      |
| Luis Piñero        | COPEI                      |
| Hely Molina        | COPEI                      |
| Ana de Coello      | AD                         |
| Romel Alfonzo      | AD                         |
| Roberto Arocha     | MAS                        |
| César Millán       | LCR                        |

Período 1995 - 2000
| Concejales:        | Partido político / Alianza |
| ------------------ | -------------------------- |
| Armin Rosales      | COPEI                      |
| Victor Freites     | COPEI                      |
| Frank Graterol     | COPEI                      |
| Luis Piñero        | COPEI                      |
| Asuncion Romero    | COPEI                      |
| Eduardo Martínez   | COPEI                      |
| Dulce María Blanco | COPEI                      |
| Oswaldo Díaz       | COPEI                      |
| Noris Caraballo    | COPEI                      |
| Ervigio Mindiola   | AD                         |
| Elvis Almas        | AD                         |
| Eucario Guilarte   | LCR                        |
| Prospero Díaz      | MAS                        |

Período 2000 - 2005
| Concejales: | Partido político / Alianza |
| ----------- | -------------------------- |
| '           | MVR                        |
| '           | MVR                        |
| '           | MVR                        |
| '           | MVR                        |
| '           | MVR                        |
| '           | MVR                        |
| '           | MVR                        |
| '           | MVR                        |
| '           | PJ                         |
| '           | PJ                         |
| '           | PJ                         |
| '           | PJ                         |
| '           | PJ                         |

Período 2005 - 2013
| Concejales:            | Partido político / Alianza |
| ---------------------- | -------------------------- |
| Marcelino Castillo     | MVR                        |
| Narza Carla Seco       | MVR                        |
| Humberto Berroteran    | MVR                        |
| Isabel Rada            | MVR                        |
| Miguel Gonzalez        | MVR                        |
| Merylin Williams       | MVR                        |
| Freddy Vegas           | MVR                        |
| Nereida Ruiz           | MVR                        |
| José Gregorio Martínez | MVR                        |
| Gloria Torres          | MVR                        |
| Luis Mora              | MVR                        |
| Lizbelia Marín         | PPT                        |
| Flavia Martínez        | PJ                         |

Período 2013 - 2018
| Concejales:          | Partido político / Alianza |
| -------------------- | -------------------------- |
| Jorge Barroso        | MUD                        |
| Andres Schloeter     | MUD                        |
| Dario Ramírez        | MUD                        |
| Juan Carlos Vidal    | MUD                        |
| Luis Manzano         | MUD                        |
| Rosiris Toro         | MUD                        |
| Maikel Garay         | MUD                        |
| Gustavo Ruíz         | MUD                        |
| José Palacios        | MUD                        |
| Humberto Berroteran  | PSUV                       |
| Julio Toro           | PSUV                       |
| Maria Marrufo        | PSUV                       |
| Luis Carlos Figueroa | PSUV                       |

Período 2018 - 2021:
| Concejales:         | Partido político / Alianza |
| ------------------- | -------------------------- |
| Zulay Romero        | PSUV                       |
| Carlos Vargas       | PSUV                       |
| Francisco Gutiérrez | PSUV                       |
| Gustavo Prieto      | PSUV                       |
| María Collantes     | PSUV                       |
| Mirian Velázquez    | PSUV                       |
| Reinaldo Rivas      | PSUV                       |
| Richard Charris     | PSUV                       |
| María Marrugo       | PSUV                       |
| Zulimar Pedroza     | PSUV                       |
| Gladys Arboleda     | PSUV                       |
| Diógenes Lara       | PSUV                       |
| Lenka Escobar       | PSUV                       |

Período 2021 - 2025
| Concejales:       | Partido político / Alianza |
| ----------------- | -------------------------- |
| Gabriela Berríos  | PSUV                       |
| Yasmin Jiménez    | PSUV                       |
| Richard Charris   | PSUV                       |
| Jonathan Castillo | PSUV                       |
| Gladys Arboleda   | PSUV                       |
| Abraham Aparicio  | PSUV                       |
| Jesus Zerpa       | PSUV                       |
| Orlando Romero    | PSUV                       |
| María Collantes   | PSUV                       |
| Wilfredo Villegas | FV                         |
| Vicente Vazquez   | FV                         |
| José Pacheco      | FV                         |
| Tadeo Rada        | MUD                        |

Período 2025 - 2029
| Concejales:      | Partido político / Alianza |
| ---------------- | -------------------------- |
| María Collantes  | PSUV                       |
| Gladys Arboleda  | PSUV                       |
| Richard Charris  | PSUV                       |
| Yazmin Jimenez   | PSUV                       |
| Gabriela Berrios | PSUV                       |
| Orlando Romero   | PSUV                       |
| Ronald Aramburo  | PSUV                       |
| Humberto Romero  | PSUV                       |
| Elpidio Ibarra   | PSUV                       |
| Evelyn Ruiz      | PSUV                       |
| Rosme Delgado    | PSUV                       |
| Carlos Granda    | PSUV                       |
| Alexis Cedeño    | PSUV                       |

### Presidentes del Concejo Municipal
| Período | Presidente          | Partido político / Alianza |
| ------- | ------------------- | -------------------------- |
| 2013    | Jorge Barroso Denis | Primero Justicia           |
| 2014    | Jorge Barroso Denis | Primero Justicia           |
| 2015    | Jorge Barroso Denis | Primero Justicia           |
| 2016    | Jorge Barroso Denis | Primero Justicia           |
| 2017    | Andrés Schloeter    | Primero Justicia           |
| 2018    | Andrés Schloeter    | Primero Justicia           |
| 2019    | Gustavo Prieto      | PSUV                       |
| 2020    | Gustavo Prieto      | PSUV                       |
| 2021    | Gustavo Prieto      | PSUV                       |
| 2022    | Gladys Arboleda     | PSUV                       |
| 2023    | Gladys Arboleda     | PSUV                       |
| 2024    | María Collantes     | PSUV                       |
| 2025    | María Collantes     | PSUV                       |